# Királyok völgye 3

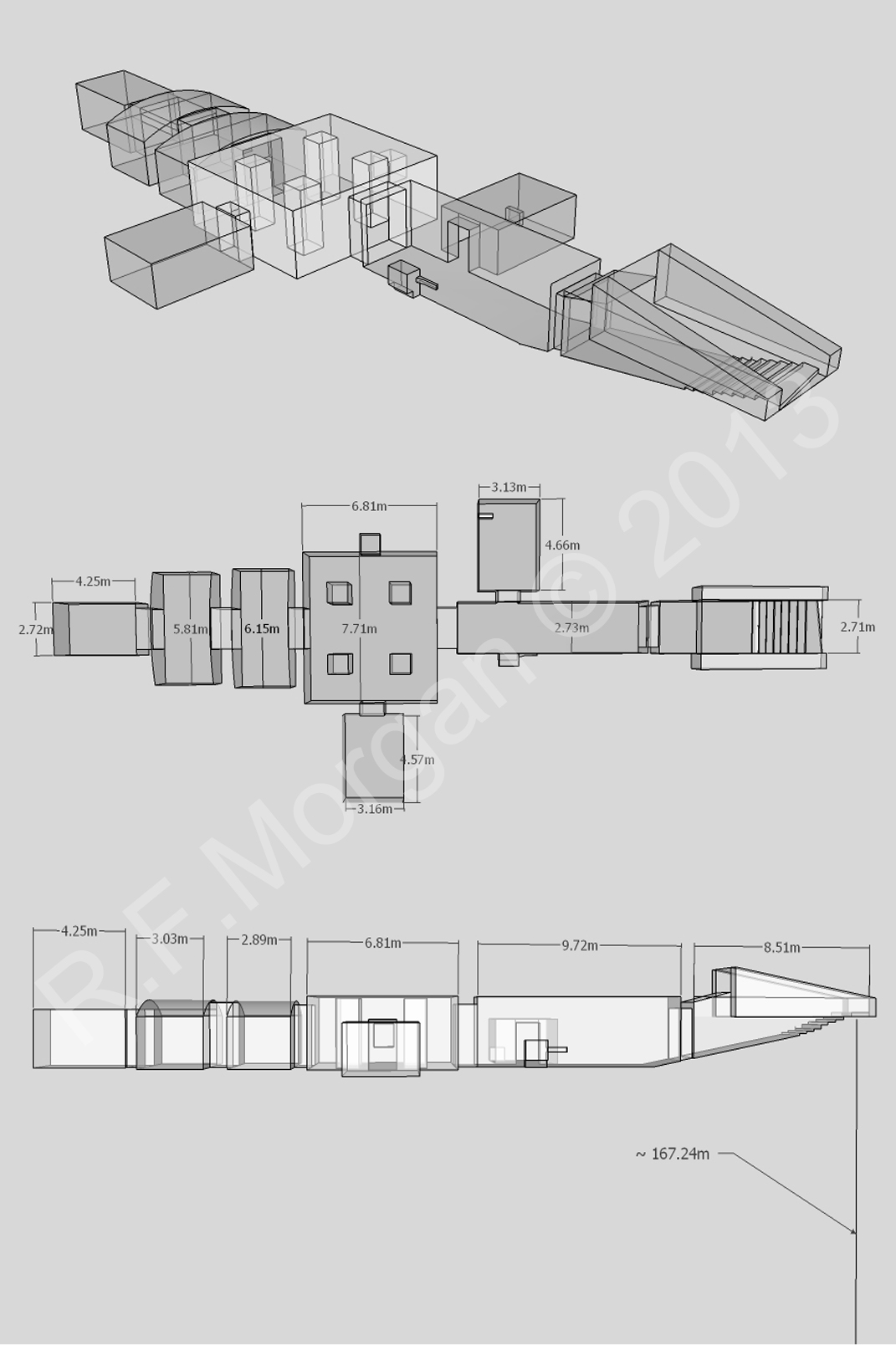
A sír izometrikus képe, alaprajza és oldalnézeti metszete egy 3D-modell alapján

A Királyok völgye 3 (KV3) egy egyiptomi sír a Királyok völgye keleti völgyében, a fő vádi első délkeleti ágában. A XX. dinasztia egyik fáraója, III. Ramszesz egy azonosítatlan fia számára készült. Egy III. Ramszesz korabeli osztrakon említést tesz egy hercegi sír készítéséről; valószínűleg erre a sírra utal. A sír befejezetlen állapota és a leletek alacsony száma arra utal, a sírt nem használták; feltételezések szerint az a herceg készíttette, aki később IV. Ramszesz néven trónra lépett és a Királyok völgye 2 sírba temetkezett (bár erre esélyes a QV53 sír is). A sír egyike a kevés dekorált hercegi sírnak a völgyben.
Feltérképezte Richard Pococke 1737-38-ban és James Burton 1825-ben; leírta a francia-toszkán expedíció 1828-29-ben; látogatást tett a sírban Karl Richard Lepsius 1844-45-ben, ásatásokat végzett a bejárat környékén Edward R. Ayrton és James E. Quibell 1904-06-ban; 1912-ben tárta fel Harry Burton, Theodore M. Davis megbízásából. Ez volt az egyik utolsó ásatás, amit Davis finanszírozott; az eredményeket nem publikálták.

## Leírása
A sír alaprajza nagyban hasonlít a Királynék völgyében található sírokéra, mérete tükrözi, hogy királyi családtag számára készült. Tengelye egyenes, hossza 53,47 m, területe 193,36 m². A nyílt bejárati folyosóra lépcső vezet le, ez az egyetlen helyiség, ami enyhén lejt (ez jellemző egyébként III. Ramszesz fiainak Királynék völgyebeli sírjaira is). Innen újabb folyosó nyílik, melyből jobbra mellékkamra nyílik, balra pedig egy megkezdett, de be nem fejezett másik mellékkamra bejárata. Ezt négyoszlopos kamra követi, melyből balra nyílik egy oldalkamra, jobbra pedig megkezdett, de be nem fejezett másik oldalkamra bejárata. A négyoszlopos kamrát két, nagyjából egyforma, boltíves, téglalap alaprajzú, a sír tengelyére merőleges kamra követi, ezeket pedig egy utolsó, hosszúkás kamra.
A sír díszítése vakolaton kialakított, festett mélydomborműves; leginkább a bejárati folyosót követő első folyosón maradt fenn; III. Ramszeszt ábrázolja egy herceg kíséretében, különféle istenek előtt. Lepsius az 1840-es években még több dekorációról tesz említést, többek közt a boltíves kamrák mennyezetét, valamint III. Ramszesz ábrázolásait és kártusait említi. A díszítésen valószínűleg a Ré litániája szerepelt.
Egy, ma Berlinben őrzött osztrakon (Berlin Ostracon P.10663) említi, hogy III. Ramszesz 28. uralkodási évében munkások csapata ment a Királyok völgyébe „megkezdeni [a sírt] őfelsége egyik hercege számára”. Lehetséges, hogy az osztrakon erről a sírról tesz említést.
A bizánci korban a sírt keresztény kápolnaként használták.

## Fordítás
- Ez a szócikk részben vagy egészben  a   KV3 című angol Wikipédia-szócikk ezen változatának fordításán alapul.  Az eredeti cikk szerkesztőit annak laptörténete sorolja fel. Ez a jelzés csupán a megfogalmazás eredetét és a szerzői jogokat jelzi, nem szolgál a cikkben szereplő információk forrásmegjelöléseként.

## Külső hivatkozások
- Theban Mapping Project: KV3